# Younes Najari
Younes Najari (en arabe : يونس نجاري) né le 6 février 1996 à Larache, est un footballeur marocain, qui évolue au poste d'attaquant au Raja CA.

## Biographie

#### Jeunesse et formation
Younes Najari voit le jour le 6 février 1996 à Larache. Il commence le football dans l'école de Chabab Larache, le plus grand club de la ville depuis la dissolution du Larache CF en 1956. En 2016, il intègre l'équipe première où il y joue pendant deux ans.
Entre 2018 et 2020, il joue au Wydad Sefrou puis au Club Sportif Kasri où il termine la saison 2019-2020 comme meilleur buteur de la division Amateurs I - Poule nord avec 21 buts.
Le 1er novembre 2020, Najari rejoint le Wydad Témara qui joue en Botola2.

#### Kawkab et OC Safi
En août 2021, il rejoint le Kawkab de Marrakech qui évolue toujours en Botola2 depuis sa relégation en 2019.
Le 17 janvier 2022, il signe un contrat d'une saison et demi avec l'Olympique Safi. Son précédent club annonce le lendemain que son contrat est encore actif jusqu'à la fin de la saison et qu'il se conserve le droit d'agir en justice. En février, le deux clubs se mettent d'accord pour un transfert d'un montant de 250.000 DH.
Le 25 février, Najari ouvre le compteur en inscrivant le but de la victoire face au Fath US à l'occasion de la 19e journée de la Botola Pro (2-1).

#### Raja CA
Le 23 juin 2024, il s'envole au Kuweït pour rallier le quatrième du classement du championnat, Al-Salmiya,. Le 10 août 2024, il ouvre le score dès le premier match, donnant l’avantage à son équipe face à Al Nasr SC.  
Le 19 septembre, dernier jour du mercato au Maroc, il se sépare de son club et signe un contrat de deux ans au Raja Club Athletic. Il inscrit son premier but sous le maillot vert le 9 octobre contre le Moghreb Tétouan en Coupe d'excellence. 
Le 7 décembre, Najari marque son son premier but en compétitions africaines contre Maniema Union au Stade des Martyrs, à l'occasion de la 2e journée de la phase de poules de la Ligue des champions. 